# Rudolf Koeckert
Rudolf Josef Koeckert (* 27. Juni 1913 in Großpriesen, Böhmen; † 7. September 2005 in München) war ein deutscher Violinist.

## Leben
Bis zum Jahr 1938 studierte Koeckert in der Meisterklasse des Prager Konservatoriums und war von 1939 bis 1945 Konzertmeister des „Deutschen Philharmonischen Orchesters Prag“, welches nach dem Zweiten Weltkrieg nach Bamberg übersiedelte und den Namen Bamberger Symphoniker annahm. Koeckert war dort von 1946 bis 1947 Konzertmeister. Er wechselte dann nach München, wo er ab 1949 30 Jahre lang 1. Konzertmeister des Symphonieorchesters des Bayerischen Rundfunks war. Ab dem Jahr 1952 war er außerdem Professor für Violinspiel am Leopold-Mozart-Konservatorium in Augsburg.
1939 hatte Koeckert zusammen mit früheren Studienkollegen das „Sudetendeutsche Streichquartett“ gegründet, das später in „Prager Deutsches Streichquartett“ umbenannt wurde; dieses Ensemble trat ab 1947 in Bamberg (ab 1949 mit Sitz in München) unter dem Namen Koeckert-Quartett auf und machte sich in den Folgejahren auf zahlreichen Konzertreisen im In- und Ausland einen Namen, auch durch die Uraufführung von kammermusikalischen Werken vieler zeitgenössischer Komponisten. Rudolf Koeckert entdeckte im Jahr 1950 ein bislang unbekanntes Streichquartett c-Moll von Anton Bruckner (1824–1896) und gab es im Druck heraus (erschienen Wien 1956). Im Jahr 1982 zog er sich aus dem Koeckert-Quartett zurück.
Daneben bildete er von 1970 bis 1976 mit Erika Frieser und Gerhard Mantel das Beethoven-Trio.